# Sauris victoriae
Sauris victoriae är en fjärilsart som beskrevs av Anthony C. Galsworthy 1999. Sauris victoriae ingår i släktet Sauris och familjen mätare. Inga underarter finns listade.